# Фристайл на зимних Олимпийских играх 2014

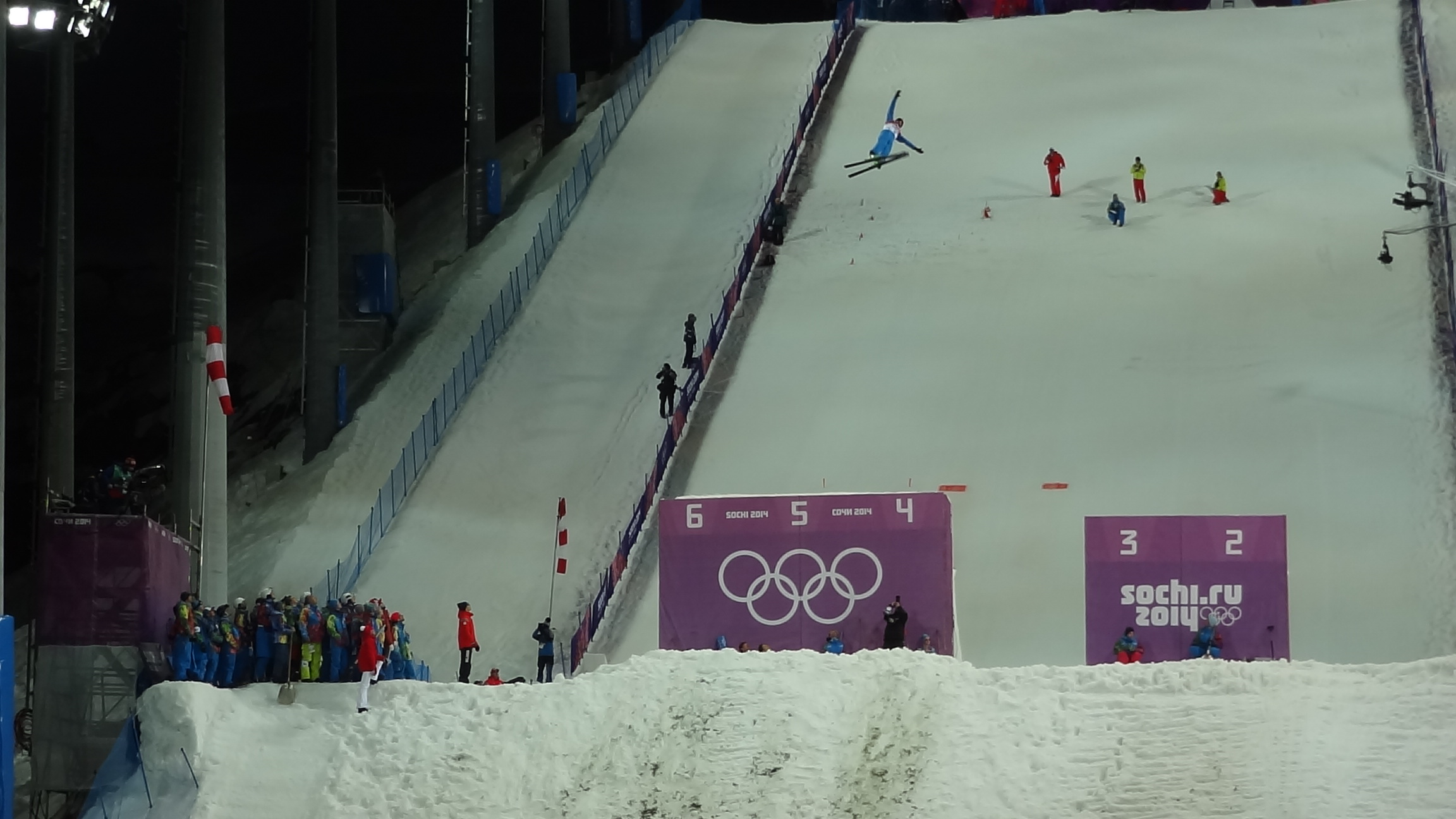
Соревнования по лыжной акробатике в Экстрим-парке Роза Хутор

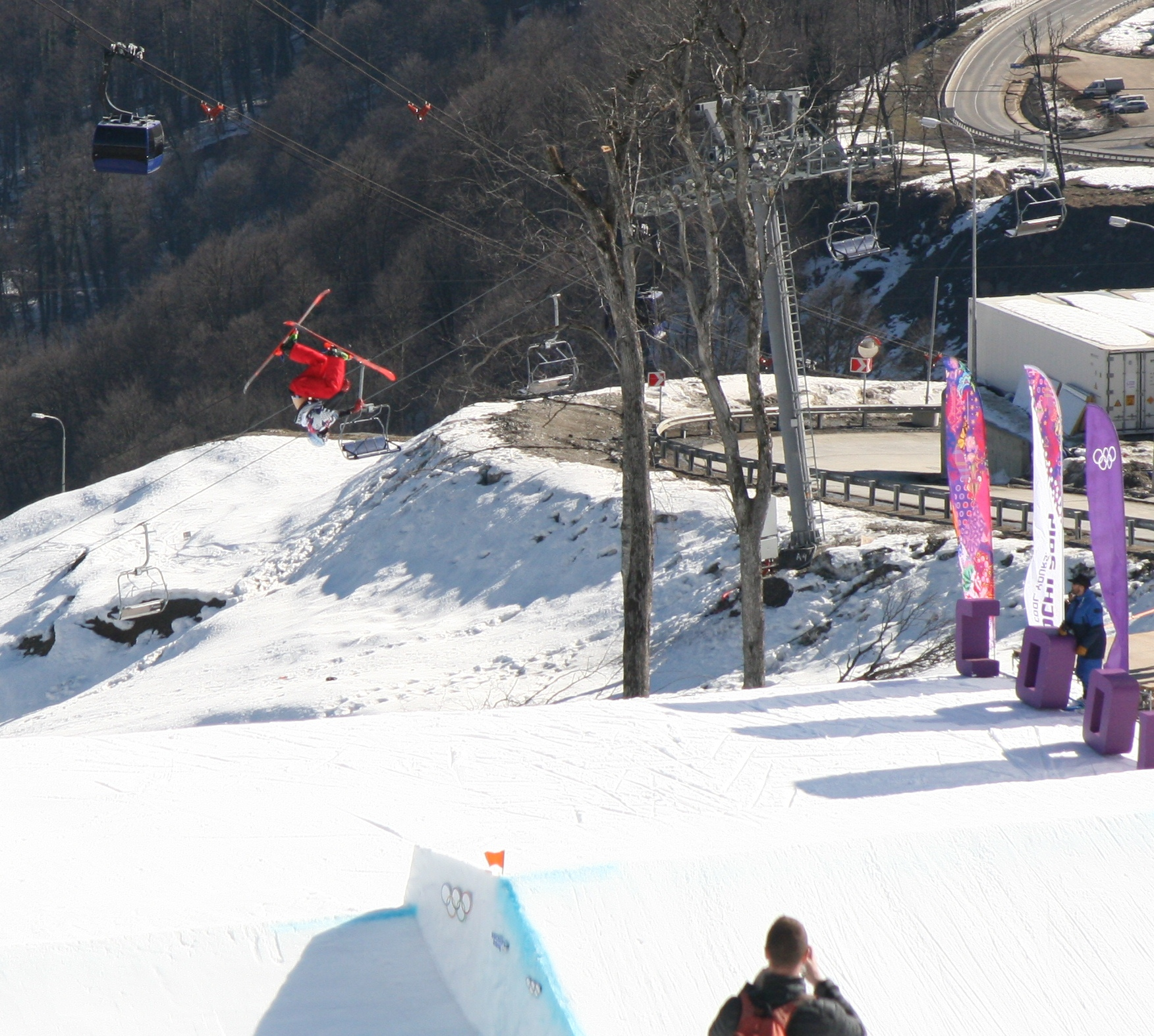
Соревнования по слоупстайлу

Соревнования по фристайлу на зимних Олимпийских играх 2014 года в Сочи прошли с 6 по 21 февраля в экстрим-парке «Роза Хутор», расположенном возле Красной Поляны. 
Было разыграно 10 комплектов наград, что на 4 больше, чем на предыдущих Олимпийских играх. 6 апреля 2011 года исполком Международного олимпийского комитета (МОК) принял решение о включении в программу зимних Олимпийских игр лыжного хафпайпа (мужчины и женщины), 4 июля того же года на заседании в Дурбане (ЮАР) было принято решение включить в программу Игр в Сочи ещё одну дисциплину — слоупстайл (мужчины и женщины).

## Расписание
Расписание всех соревнований согласно официальному сайту:

Время МСК (UTC+4).
| День    | Дата                    | Старт | Финиш | Соревнование                     |
| ------- | ----------------------- | ----- | ----- | -------------------------------- |
| День -1 | Четверг, 6 февраля      | 18:00 | 19:25 | Женский могул, квалификация      |
| День 2  | Суббота, 8 февраля      | 18:00 | 18:30 | Женский могул, квалификация      |
| День 2  | Суббота, 8 февраля      | 22:00 | 23:15 | Женский могул, финал             |
| День 4  | Понедельник, 10 февраля | 18:00 | 19:20 | Мужской могул, квалификация      |
| День 4  | Понедельник, 10 февраля | 22:00 | 23:25 | Мужской могул, финал             |
| День 5  | Вторник, 11 февраля     | 10:00 | 11:25 | Женский слоупстайл, квалификация |
| День 5  | Вторник, 11 февраля     | 13:00 | 14:00 | Женский слоупстайл, финал        |
| День 7  | Четверг, 13 февраля     | 10:15 | 12:00 | Мужской слоупстайл, квалификация |
| День 7  | Четверг, 13 февраля     | 13:30 | 14:30 | Мужской слоупстайл, финал        |
| День 8  | Пятница, 14 февраля     | 17:45 | 19:00 | Женская акробатика, квалификация |
| День 8  | Пятница, 14 февраля     | 21:30 | 22:25 | Женская акробатика, финал        |
| День 11 | Понедельник, 17 февраля | 17:45 | 19:00 | Мужская акробатика, квалификация |
| День 11 | Понедельник, 17 февраля | 21:30 | 22:25 | Мужская акробатика, финал        |
| День 12 | Вторник, 18 февраля     | 17:45 | 19:25 | Мужской хафпайп, квалификация    |
| День 12 | Вторник, 18 февраля     | 21:30 | 22:25 | Мужской хафпайп, финал           |
| День 14 | Четверг, 20 февраля     | 11:45 | 12:25 | Мужской ски-кросс, квалификация  |
| День 14 | Четверг, 20 февраля     | 13:30 | 14:45 | Мужской ски-кросс, финал         |
| День 14 | Четверг, 20 февраля     | 18:30 | 19:45 | Женский хафпайп, квалификация    |
| День 14 | Четверг, 20 февраля     | 21:30 | 22:20 | Женский хафпайп, финал           |
| День 15 | Пятница, 21 февраля     | 11:45 | 12:25 | Женский ски-кросс, квалификация  |
| День 15 | Пятница, 21 февраля     | 13:30 | 14:45 | Женский ски-кросс, финал         |

## Медали

### Общий зачёт
(Жирным выделено самое большое количество медалей в своей категории; принимающая страна также выделена)

## Медалисты

### Мужчины
| Дисциплина | Золото                     | Серебро                  | Бронза                    |
| Могул      | Александр Билодо Канада    | Микаэль Кингсбери Канада | Александр Смышляев Россия |
| Акробатика | Антон Кушнир Беларусь      | Дэвид Моррис Австралия   | Цзя Цзунъян Китай         |
| Ски-кросс  | Жан-Фредерик Шапюи Франция | Арно Боволента Франция   | Жонатан Мидоль Франция    |
| Слоупстайл | Джосс Кристенсен США       | Гас Кенуорти США         | Ник Гёппер США            |
| Хафпайп    | Дэвид Уайз США             | Майк Риддл Канада        | Кевин Роллан Франция      |

### Женщины
| Дисциплина | Золото                      | Серебро                   | Бронза                  |
| Могул      | Жюстин Дюфур-Лапуант Канада | Хлоэ Дюфур-Лапуант Канада | Ханна Кирни США         |
| Акробатика | Алла Цупер Беларусь         | Сюй Мэнтао Китай          | Лидия Лассила Австралия |
| Ски-кросс  | Мариэль Томпсон Канада      | Келси Серва Канада        | Анна Хольмлунд Швеция   |
| Слоупстайл | Дара Хауэлл Канада          | Девин Логан США           | Ким Ламарр Канада       |
| Хафпайп    | Мэдди Боумен США            | Мари Мартино Франция      | Аяна Онодзука Япония    |

## Спортивный объект
| Фристайл-центр экстрим-парка «Роза Хутор» |
| ----------------------------------------- |
|                                           |
| Вместимость: 4000                         |